# Lymeon mexicanus
Lymeon mexicanus är en stekelart som först beskrevs av Cameron 1886.  Lymeon mexicanus ingår i släktet Lymeon och familjen brokparasitsteklar. Inga underarter finns listade i Catalogue of Life.